# Óscar Baldomar
Óscar Junior Baldomar Roca (Santa Cruz de la Sierra, Bolivia, 16 de febrero de 1996) es un futbolista boliviano que juega en la posición de defensa. Actualmente milita en Nacional Potosí de la Primera División de Bolivia.

## Clubes
| Club                   | País    | Año               |
| ---------------------- | ------- | ----------------- |
| Bolívar                | Bolivia | 2016 – 2017       |
| Universitario de Sucre | Bolivia | 2017 – 2018       |
| Bolívar                | Bolivia | 2018              |
| Sport Boys Warnes      | Bolivia | 2019              |
| Real Potosí            | Bolivia | 2020              |
| Blooming               | Bolivia | 2021              |
| Nacional Potosí        | Bolivia | 2022              |
| Palmaflor              | Bolivia | 2023              |
| Nacional Potosí        | Bolivia | 2024 - Actualidad |